# Riceville (Tennessee)
Riceville – jednostka osadnicza w Stanach Zjednoczonych, w stanie Tennessee, w hrabstwie McMinn.